# Controlled Impact Demonstration

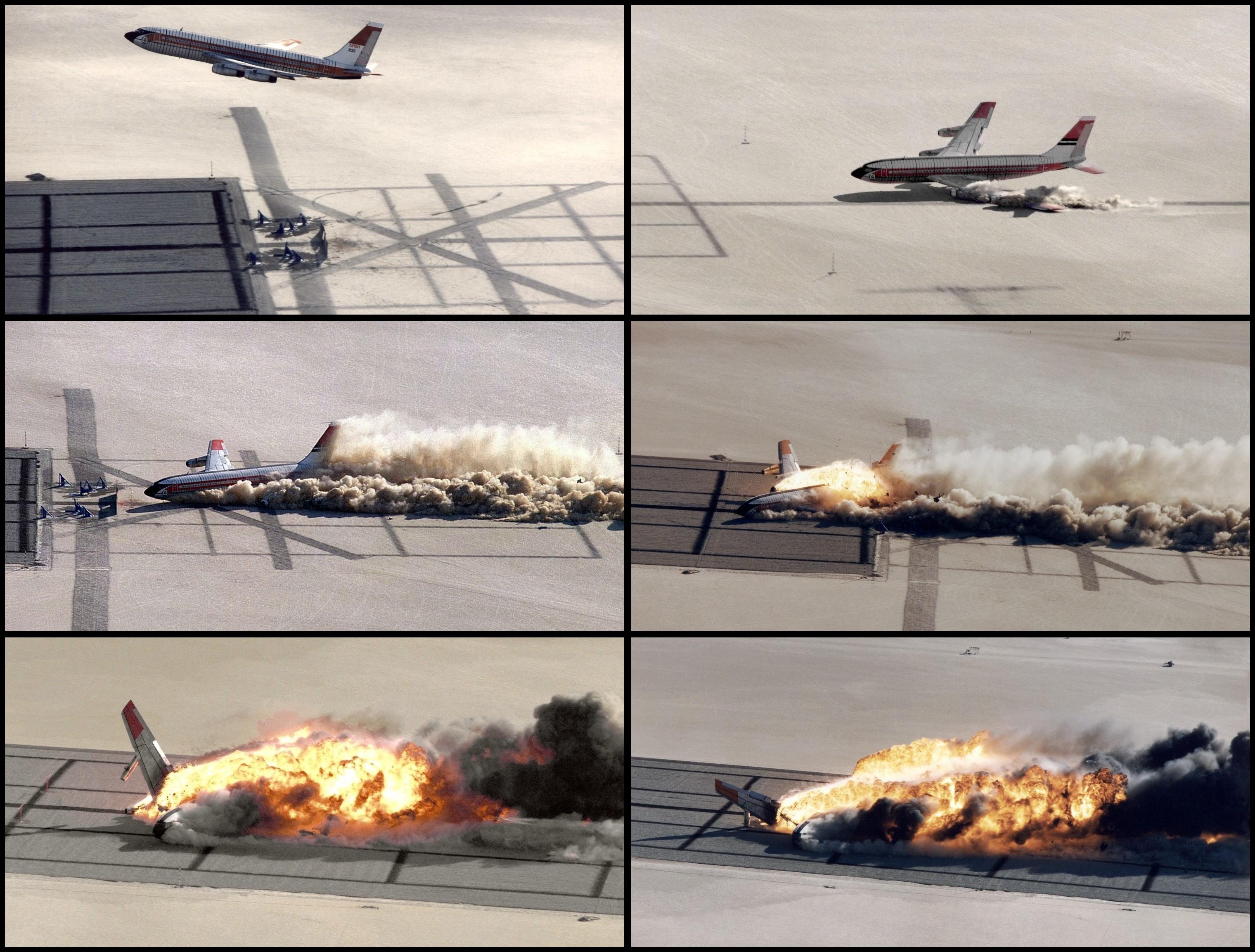
CID, le varie fasi.

Il Controlled Impact Demonstration (anche chiamato Crash In the Desert o secondo l'abbreviazione CID) è stato un crash test di un Boeing 720 svoltosi il 1º dicembre 1984 negli Stati Uniti.

## Descrizione

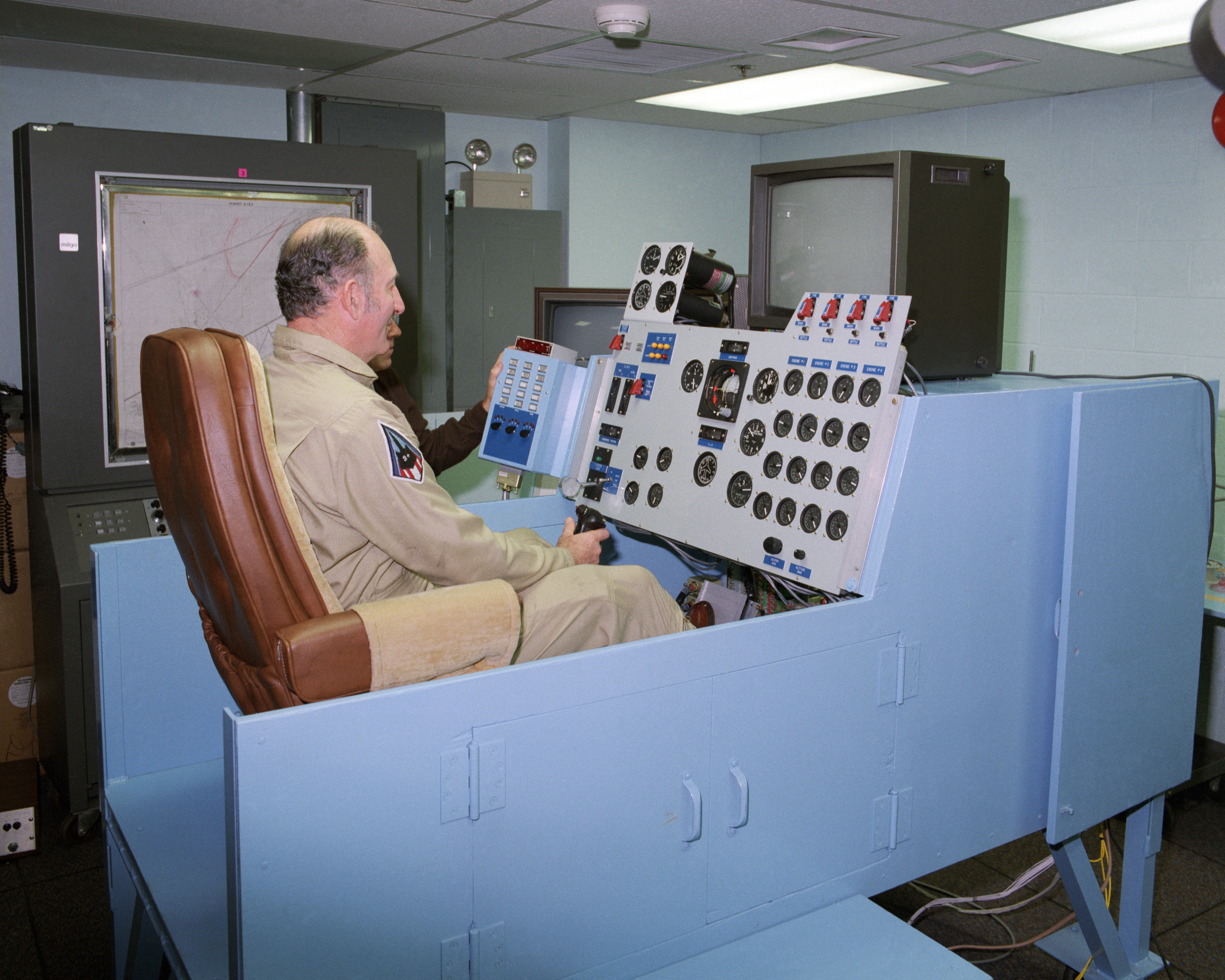
Fitz Fulton nella cabina di simulazione del CID, circa un anno prima del test vero e proprio.

All'inizio degli anni '80 la NASA e la FAA iniziarono a collaborare per testare nuove tecnologie e nuove misure di sicurezza sugli aeromobili.
Dopo quasi 4 anni di preparativi e test di vario tipo, si era pronti a condurre il crash test: venne scelto come APR un Boeing 720 dismesso che era stato acquisito dalla FAA stessa all'inizio degli anni '60 come aereo per l'addestramento di piloti e che era stato dimesso di recente dopo oltre 20000 ore di volo. Venne scelta come località per il test l'ottimale base aerea Edwards Air Force Base presso il Rogers Dry Lake, in California, utilizzata tante volte per test aerospaziali e aerei di vario tipo e nota per avere le più lunghe piste d'atterraggio al mondo, tanto spazio aperto e un meteo pressoché costante durante l'anno.
La FAA voleva testare alcune nuove tecniche di miscelazione di carburante, mentre la NASA voleva fare dei test di sicurezza sulla tenuta di parti di un aeromobile in particolari condizioni.

### Esecuzione
La mattina del 1° dicembre 1984 il pilota della NASA Fitzhugh Fulton si mise alla guida dell'aereo da remoto. L'aereo, carico di 34 tonnellate di benzina, decollò e si posizionò a circa 700 metri di altitudine. Il volo durò circa 9 minuti, dopodiché il velivolo fu diretto ad atterrare su un'apposita parte di pista allestita con degli ostacoli, senza utilizzare il carrello d'atterraggio.
Pochi secondi prima di atterrare l'aereo entrò in una condizione di "rollio olandese" (che combina contemporaneamente le condizioni di rollio e di imbardata), ma non fu necessaria alcuna riattaccata perché si riuscì a stabilizzare l'aereo immediatamente. Venne deciso di farlo impattare, pur con una velocità e un angolo di impatto inferiori a quanto desiderato e pianificato.
L'aereo atterrò con i motori al 100% e con l'ala sinistra in avanti e che toccò terra per prima, in posizione storta e con il motore n. 3 che prese fuoco appena pochi decimi di secondo dopo l'impatto, generando una grande palla di fuoco e un incendio che richiese più di un'ora per essere spento.

### Risultati
Nel test l'AMK ("Antimisting Kerosene", un tipo di carburante per l'aviazione che si stava sperimentando all'epoca) si dimostrò inutile nel prevenire gli incendi dei motori, mentre per la NASA il test venne giudicato di grande utilità per valutare le conseguenze di un impatto su esseri umani.
La FAA ha stimato che circa il 25% degli esseri umani a bordo sarebbe sopravvissuto in un impatto del genere, con un tempo stimato per scappare dall'aereo – attraverso le apposite porte di emergenza – in massimo 33 secondi circa prima di essere completamente divorato dalle fiamme. Furono adottate nuove misure di sicurezza, nuovi tessuti, nuove luci di emergenza e altro ancora. La registrazione dei dati nella scatola nera per i vari tipi di inclinazione di un velivolo (rollio, imardata e beccheggio) risultò assolutamente insufficiente.

## Galleria d'immagini

Foto e video
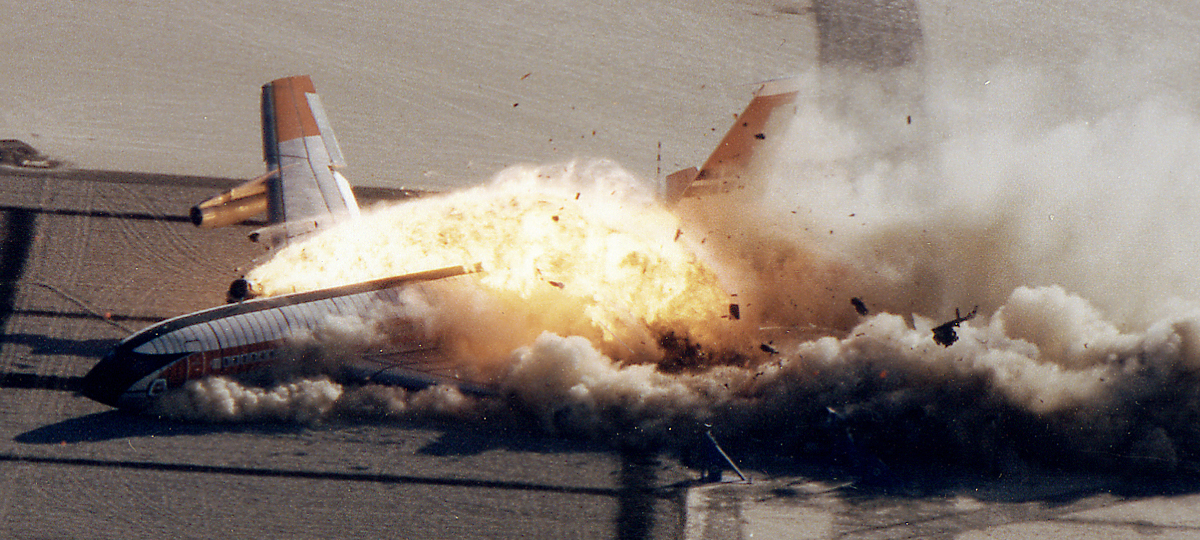
Il crash visto da vicino
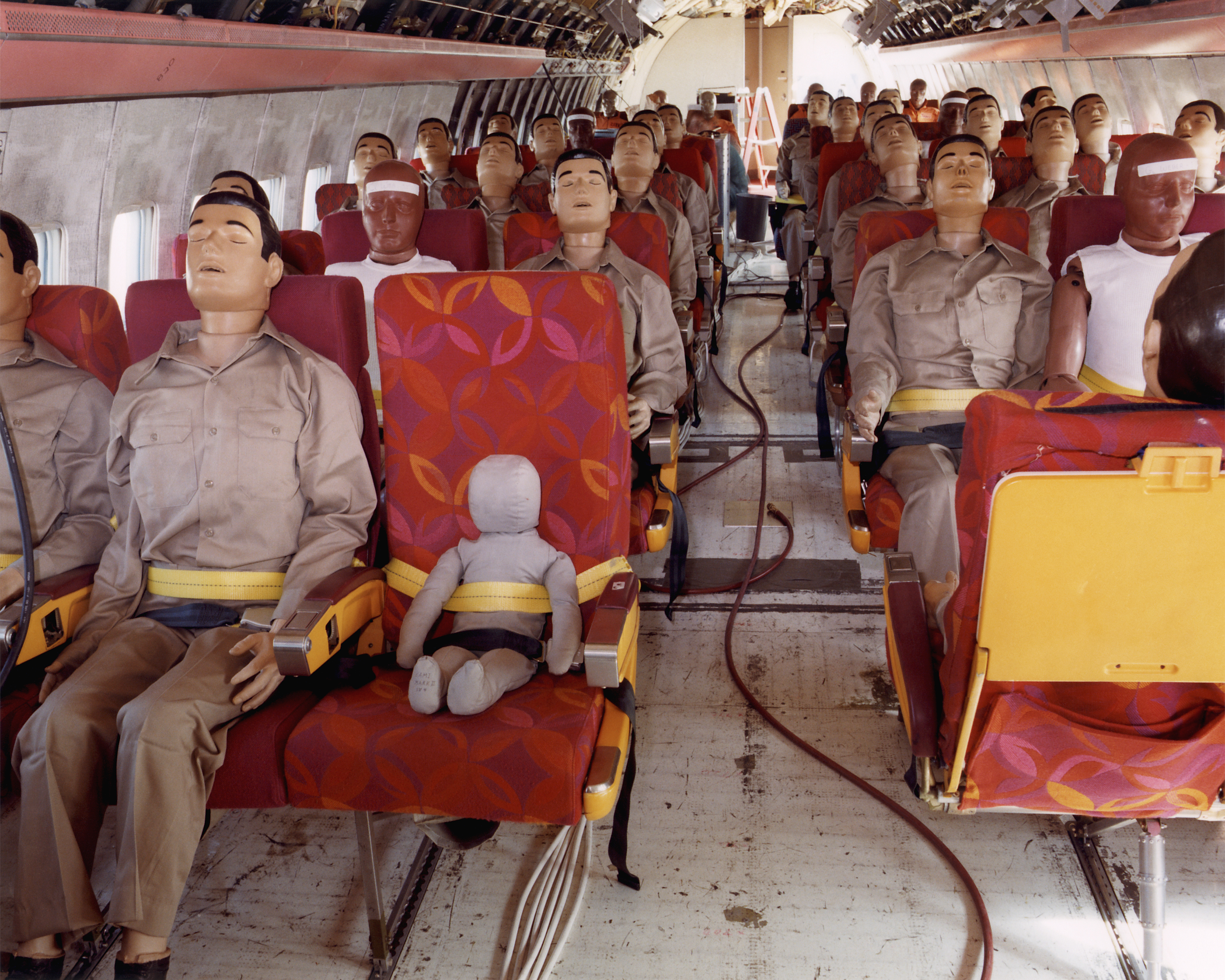
I manichini da test posizionati all'interno dell'aeromobile
- Sequenza del CID
- CID Aircraft in practice flight above target impact site with wing cutters
- CID visto dalla coda dell'aereo

### Altri video
- (EN) @TheFederalFile, Controlled Impact Demonstration 1984 NASA FAA CID Test Video, su YouTube, 17 marzo 2017.